# Hammatolobium
Genre
Hammatolobium est un genre de plantes à fleurs dicotylédones de la famille des Fabaceae, sous-famille des Faboideae, originaire de l'est du bassin méditerranéen, qui comprend deux espèces acceptées.

## Liste d'espèces
Selon The Plant List (16 octobre 2018) :
- Hammatolobium kremerianum (Coss.) C.Mueller
- Hammatolobium lotoides Fenzl